# Kuty Stare (gmina)
Kuty Stare – dawna gmina wiejska w powiecie kosowskim województwa stanisławowskiego II Rzeczypospolitej. Siedzibą gminy były Kuty Stare.
Gminę utworzono 1 sierpnia 1934 r. w ramach reformy na podstawie ustawy scaleniowej z dotychczasowych gmin wiejskich: Białoberezka, Kuty Stare, Rostoki, Rożen Mały, Rożen Wielki i Tudiów.
Po II wojnie światowej obszar gminy został odłączony od Polski i włączony do Ukraińskiej SRR.